# Маварска уметност
Маварска, или маварско-шпанска уметност, је назив за верзију исламске уметности која се развила у XI веку у подручјима под влашћу Мавара на Пиринејском полуострву, у земљама северне Африке (Магреб) и делимично на Сицилији. Развила се на темељима старије исламске уметности уз слабије утицаје уметности хришћанског Запада.
Маварску уметност, најпре архитектуру, одликује жива полихромија и раскошна пластичка декорација која прекрива све површине зидова на штету конструктивне јасноће грађевине. Комбинацица елемената персијског, арапског, римског и египатског културолошког стила довела је до стварања јединственог, индивидуалног маварског стила. 
Уметничка оригиналност се састојала од биљних и фигуринских украса са елементима арапског писма, меких курлица или изрезаних геометријских облика. Сва та стварања древних мајстора рађена су под строгом исламском забраном приказивања животиња и људи.
Због уметничке оригиналности маварски стил у архитектури се задржао и дуго после одласка мавара са Пиринејског полуострва и постаје популаран у Европи, а највише у шпанској архитектури.
Подудара се с раздобљем арапске доминације, али се њен утицај наставља и након пропасти арапске власти у Шпанији у стилу mudéjar. У Италији је на каснији развој керамике снажно утицала маварска керамика са средиштима производње у Малаги и Валенсији.